# Frontera entre Ucraïna i Moldàvia
La frontera entre Ucraïna i Moldàvia es la frontera internacional entre la República de Moldàvia i Ucraïna, establerta després de la dissolució de la Unió Soviètica. La seva longitud és de 1.222 km, dels quals 267 km són fluvials i 955 terrestres. Uns 454 km dels quals constitueixen de-facto la frontera entre Ucraïna i la república no reconeguda de Transnístria.

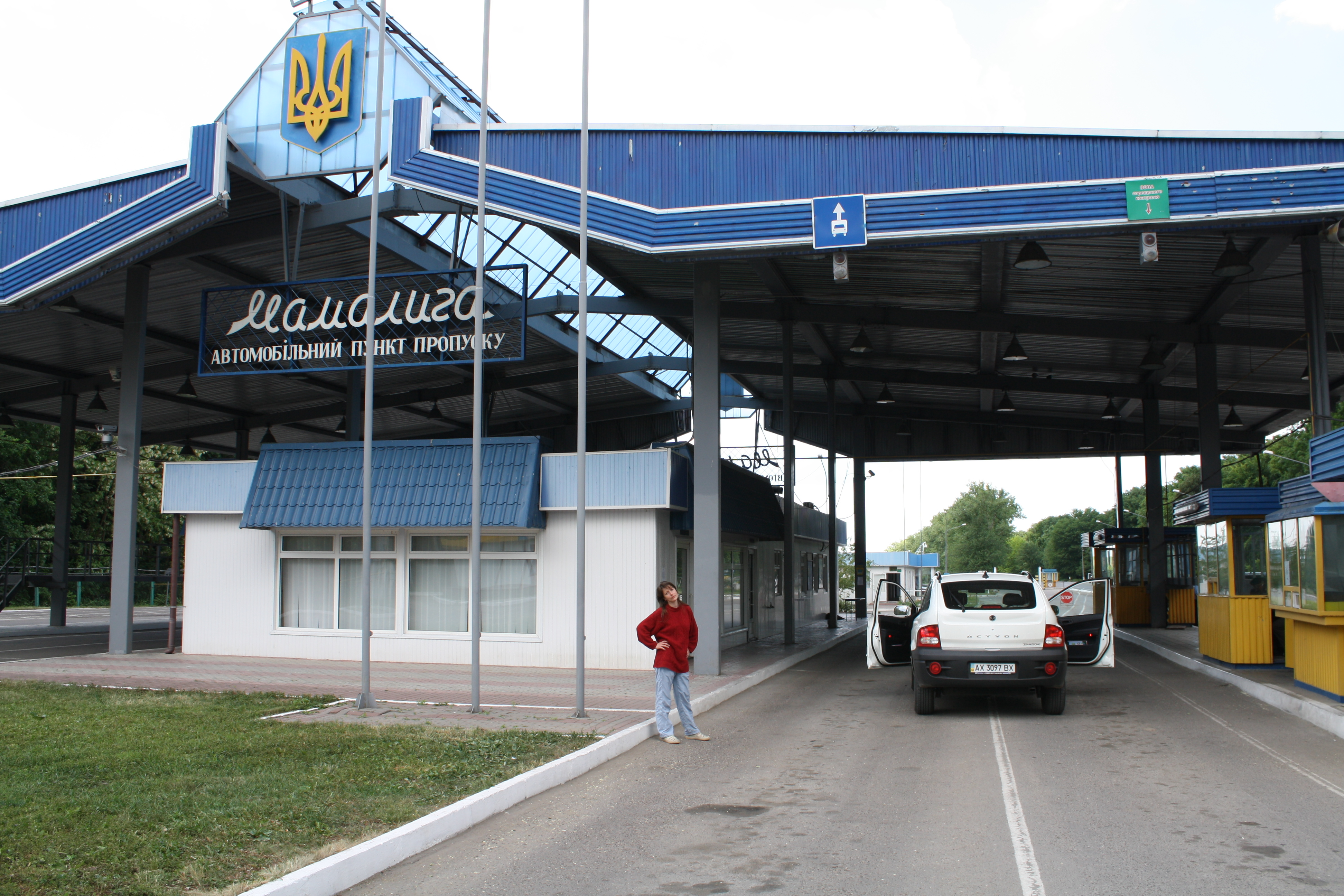
Punt de control a Mamalyha

## Característiques
La frontera moldavoucraïnesa comença a l'extrem septentrional del trifini on convergeixen les fronteres romano-ucraïnesa i moldavo-romanesa, a 4 km a l'est de la vila de Mamaliga a Ucraïna, sobre el riu Prut. Des d'aquí fa un traçat terrestre i fluvial seguint el cabal del riu Dnister/Nistru que se superposa dues vegades fins a 2 km dels marges de seu estuari. Aquest traçat que separa les ciutats de parla majoritària romanesa el 1940 de les de parla majoritàriament ucraïnesa, russa o un altre, reparteix entre Moldàvia i Ucraïna l'antiga Bessaràbia (un terç per a Ucraïna) i l'antiga Podòlia (una desena part per Moldàvia, anomenada "Transnístria"), després segueix una direcció oest-est del Prut al riu Dnister/Nistru, després al nord-oest i sud-est d'aquest riu, i nord-est / sud-oest de l'estuari del Dnièster/ Nistru fins al trifini formada per la frontera  entre Romania i Moldàvia i entre Romania i Ucraïna, sobre el Danubi a 340 metres aigües avall de la confluència dels Prut, on des 1992 es troba la frontera de facto 230 metres a l'oest de al frontera de iure, situada a 1.577 metres aigües avall de la confluència del Prut, els 4,72 km² de la localitat de Rîpa de la Mîndrești que pertany de facto a la vila ucraïnesa de Reni, però de iure a la comuna moldava de Giurgiulești.

## Història
El traçat actual data de 1946 i és la seva tercer versió.
Una primera versió de la nova República Socialista Soviètica de Moldàvia, inclou en l'estiu 1940, la Bessaràbia abans de romanesa, que la Unió Soviètica va ocupar sota el protocol secret del pacte Hitler-Stalin i la República Autònoma Socialista Soviètica de Moldàvia, que anteriorment pertanyia a la República Socialista Soviètica d'Ucraïna, delimitant del 28 de juny de 1940 al 2 d'agost de 1940, durant 5 setmanes, una àrea de 52.710 km².
Una segona versió redueix el 2 d'agost de 1940 al voltant del 40% de la superfície de la nova RSS de Moldàvia, i la priva dels quatre ports de Reni Izmaïl, Chilia/Kiliya i Cetatea Albă/Bilhorod-Dnistrovskyi mitjançant la vinculació d'Ucraïna de grans porcions de territori del nord (departament de Hotin), l'est (dos terços de l'antiga República autònoma de Moldàvia) i sud (regió de Budjak), seguint un traçat força proper de l'actual, delineant una àrea d'aproximadament 28.250 km². L'Operació Barba-roja va anul·lar de fet aquestes disposicions i el país fou unit de nou a Romania, aquest cop aliat del Tercer Reich, de juliol de 1941 al 20 d'agost de 1944.
El tercer traçat, encara en vigor per un detall (veure intercanvi territorial entre Moldàvia i Ucraïna), augmenta lleugerament la superfície de l'RSS de Moldàvia al nord i sud, delimitant el 1946, una àrea de 33.843 km². També és molt més llargs que l'anterior, ja que té molts ziga-zagues que tallen carreteres i vies fèrries en repetides ocasions.

## Dificultats pràctiques
Aquesta frontera, que originalment era una frontera administrativa dins de l'URSS i no havia estat dissenyada com una frontera internacional segons el principi de "límits de sostenibilitat" definits per Emmanuel Martonne, talla 7 vegades el ferrocarril Txernivtsí - Mohiliv-Podilskyi al nord i 6 vegades la via Odessa-Reni al sud, així com moltes carreteres. Només deixa a Moldàvia uns 340 metres de marges del riu Danubi i tallar al país qualsevol accés al mar Negre (estuari del Dnièster) a 850 metres més enllà (mentre que en la seva primera independència el 1917 Moldàvia tenia 50 km de la riba del Danubi i 135 km de costa marítima, amb 5 ports principals), mentre que el territori ucraïnès de Budjak, tan gran com dos departaments francesos, s'uneix a la resta d'Ucraïna per una carretera a través de Moldàvia i un pont ferroviari a la boca del Dnièster. Això planteja importants problemes de trànsit i logística que han suggerit diverses propostes per a intercanvis territorials (per exemple, Transnístria contra algunes parts de Budjak, o els raions moldaus de Tiraspol i Slobozia contra el raion ucraïnès de Reni) cap dels quals va tenir èxit. Contràriament a la informació que va circular en diversos mitjans de comunicació, l'intercanvi més limitat entre una part de la ciutat moldava de Palanca i part de la ciutat ucraïnesa de Reni proposada en 1997, globalment definida en 1999 i que va ser objecte d'un protocol addicional en 2001, mai s'ha aplicat, l'estatut de la localitat Rîpa de la Mîndrești planteja problemes. Aquest intercanvi tenia per objecte ampliar l'accés de Moldàvia al Danubi, alhora que suprimeix l'encreuament de Moldàvia per carretera Odessa-Reni.